# Tief in den Wäldern
Tief in den Wäldern ist ein deutsch-französischer Spielfilm von Benoît Jacquot aus dem Jahr 2010. Er beruht auf wahren Begebenheiten. Der französische Aufführungstitel lautet Au fond des bois, der deutsche DVD-Titel Deep in the Woods – Verschleppt und geschändet.

## Handlung
Im Jahr 1865 in Südfrankreich: Dr. Hughes nimmt den vorgeblich taubstummen jungen Bettler Timothée für einen Abend in sein Haus auf und gibt ihm Essen. Timothée hatte ihn und seine junge Tochter Joséphine seit einigen Tagen beobachtet. Nun führt er am Tisch Zauberstücke vor und fasziniert den Arzt, weil er trotz seiner primitiven Art schreiben kann. Timothée behauptet, er könne die Zukunft vorhersagen: Er meint unter anderem Krankheit und eine Schwangerschaft in der Zukunft zu sehen. Joséphine hat Angst vor ihm und verlässt vorzeitig den Tisch. Am nächsten Tag fühlt sie sich krank und bleibt allein zu Hause. Als Timothée zum Haus kommt, während der Vater abwesend ist, verschließt sie eilig alle Fensterläden. Als er schließlich vor ihr steht, kann sie ihm nicht mehr ausweichen. Er redet mit ihr, was sie gefasst aufnimmt. Beim Essen gelingt es ihm, sie zu hypnotisieren. Er bringt sie dazu, sich in Erinnerung an die Kindheit zu entkleiden, und vergewaltigt sie. Sie erwacht zwar halb aus der Trance und bedroht ihn mit einem Messer, kann ihn jedoch nicht abwehren. Als Timothée kurz darauf das Haus verlässt, folgt sie ihm, auch wenn sie nicht weiß, wohin es geht und warum sie es nicht schafft, zu ihrem Vater zurückzukehren.
Nach einem langen Fußmarsch kommen Timothée und Joséphine für die Nacht bei Bauern unter. Joséphine steht vollkommen unter seinem Bann und rutscht auf seine Anweisung hin auf Knien durch das Zimmer. Als die Bauern ihn aus der Stube werfen, reagiert sie zwanghaft-verkrampft, bis er die Spannung lösen kann. Sie wird ohnmächtig und lässt sich von ihm in das Schlafzimmer tragen, wo er sich an ihr vergeht. Die Bauern werfen beide raus. Es folgen mehrere Tage mit langen Fußmärschen am Tag und Vergewaltigungen in der Nacht. Zwar versucht Joséphine, ihm einige Male zu entkommen, kann sich jedoch für die Umwelt nicht verständlich machen. Gelegentlich gelingt es ihr, ihm ihre Abscheu ins Gesicht zu sagen, dann wieder genießt sie das Zusammensein mit ihm. Bei einem Überfall wird Timothée an der Hand verletzt und verarztet die Schnittwunde nur notdürftig. Er und Joséphine nehmen an einer Hochzeit auf dem Dorf teil, wo sich Joséphine unter Trance von Timothée mit einem glühenden Eisen an der Schulter verletzen lässt. Sie spürt keinen Schmerz und ist erst am nächsten Morgen entsetzt über ihre Wunde. Sie flieht vor Timothée zum nächsten Haus, wo sie zwei Männer auf sich aufmerksam machen kann. Sie erzählt ihnen, wer sie ist und dass sie vor ihrem Peiniger geflohen ist. Die Männer wollen am nächsten Tag die Gendarmerie verständigen, doch gelingt es Timothée, Joséphine nachts aus ihrem Zufluchtsort zu holen. Erneut streifen beide umher. Timothées Verletzung verschlimmert sich, bis er zusammenbricht. Joséphine verständigt einen Apotheker, der wiederum die Gendarmerie holt. Diese verhaftet Timothée wegen Entführung.
Im folgenden Verhör behauptet Timothée, dass Joséphine ihm aus eigenen Stücken gefolgt sei und jegliche Handlung mit ihrem Einverständnis geschah. Joséphine zeigt sich beim Verhör unschlüssig, stellt dann jedoch fest, dass sie unter Timothées Bann stand, seine Handlungen ablehnte, jedoch nichts dagegen tun konnte. Bei der Gerichtsverhandlung gibt Timothée zu, Menschen hypnotisieren zu können. Joséphine habe so zwar alles mitbekommen und gefühlt, habe sich jedoch nicht wehren können. Timothée wird zu zwölf Jahren Haft verurteilt. Joséphine kehrt zu ihrem Vater zurück, dem es bald immer schlechter geht, ohne dass er weiß, warum. Joséphine ist schwanger und bringt Timothées Kind zur Welt. Sie heiratet dennoch ihren Verlobten Paul Frere. Ihr Vater stirbt und Joséphine entschließt sich, mit ihrem Mann nach Paris zu ziehen. Kurz vor der Abreise besucht sie mit ihrem Sohn Timothée im Gefängnis. Das Kind hat noch keinen Namen und Timothée beschließt, dass es nach ihm benannt werden soll.

## Produktion
Tief in den Wäldern wurde im Département Ardèche gedreht. Zu sehen ist unter anderem die Kirche in Thines. Die Abschlussszene zeigt den Bahnhof in Le Crotoy. Die Handlung beruht auf einer wahren Begebenheit, die unter anderem von Charles Lancelin in seinem Buch La sorcellerie des campagnes beschrieben wird. Der Film erlebte am 4. August 2010 als Eröffnungsfilm des Internationalen Filmfestivals von Locarno seine Premiere. In Frankreich kam er am 13. Oktober 2010 in die Kinos und wurde von 30.399 Zuschauern gesehen. In Deutschland wurde er erstmals am 17. Januar 2013 auf 3sat gezeigt, jedoch nicht synchronisiert, sondern untertitelt. Im Spätprogramm des 14. Mai 2015 zeigte 3sat dann eine synchronisierte Fassung. Bereits 2011 war er unter dem Titel Deep in the Woods – Verschleppt und geschändet auf DVD erschienen.

## Kritik
„Getragen von der vorzüglichen Hauptdarstellerin, entwickelt sich eine schwer zugängliche, gleichwohl packende Mischung [aus] Historienfilm, Kammerspiel und Fantasy“, befand der film-dienst. „Konsens-Kino für ein breites Publikum sieht anders aus!“, schrieb moviepilot anlässlich der Premiere des Films in Locarno. Für den Focus war Tief in den Wäldern ein „facettenreiches Drama“ und ein „packende[r] historische[r] Erotik-Thriller“, während Cinema den Film als „kunstvoll-intensives, märchenhaftes Psychogramm über Sexualität zwischen Hingabe und Abhängigkeit, zwischen Natur und Zivilisation“ beurteilte.